# Franz Meurer

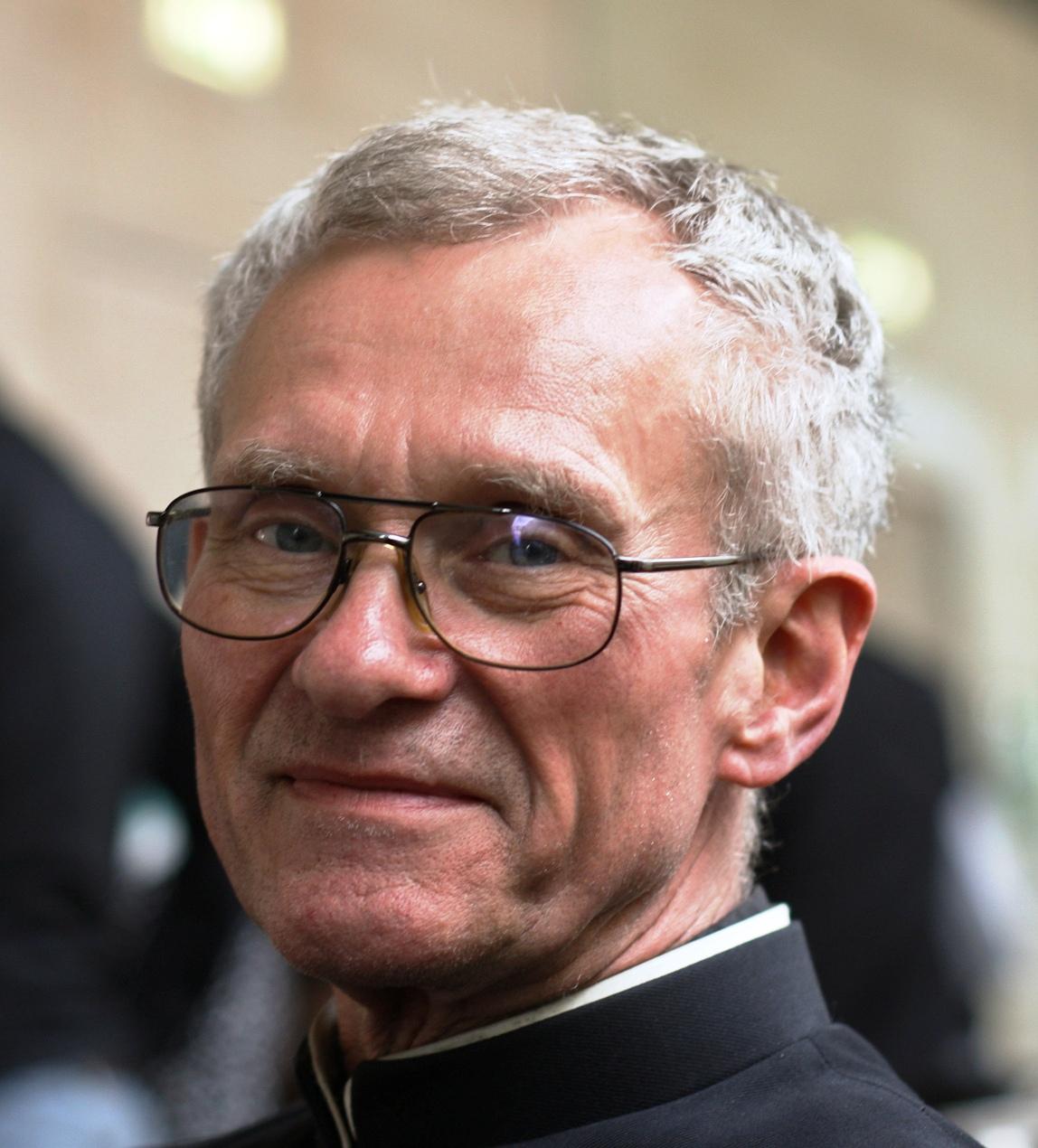
Franz Meurer (2015)

Franz Meurer (* 1. Oktober 1951 in Köln) ist ein deutscher römisch-katholischer Priester.

## Werdegang
Franz Meurer wuchs in Köln-Mülheim in der Bruder-Klaus-Siedlung auf und besuchte das altsprachliche Hölderlin-Gymnasium. Anschließend studierte er ein Jahr Rechtswissenschaft, anschließend Sozialwissenschaften und katholische Theologie; 1978 wurde er zum Priester geweiht. Von 1978 bis 1982 war er Kaplan in der Kölner Pfarrei St. Agnes, dann in St. Kosmas und Damian in Pulheim und zuletzt Kreis-Jugendseelsorger im Rhein-Sieg-Kreis. Seit den 1980er-Jahren gehörte Franz Meurer zum Arbeitskreis Pastoraler Dienste im Erzbistum Köln und war Mitherausgeber von dessen Zeitschrift Wider die Resignation mit Kritik und Anregungen zur kirchlichen Praxis.
Meurer ist seit 1968 Mitglied der CDU und gehört der Christlich-Demokratischen Arbeitnehmerschaft an. Seit 1992 ist er Mitglied bei Kolping.

## Pfarrer in Köln

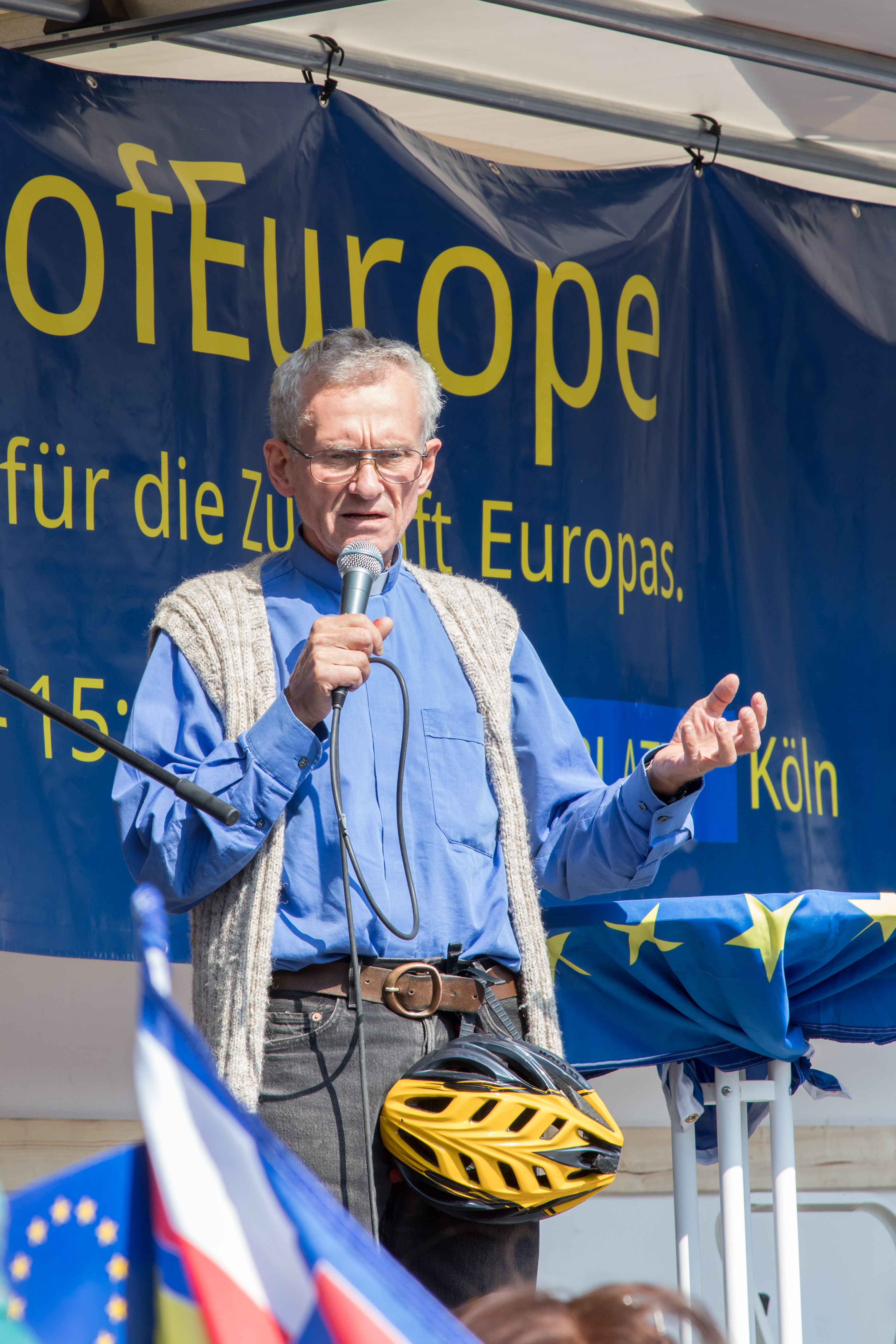
Meurer als Sprecher bei Pulse of Europe (2017)

Seit 1992 ist Franz Meurer Pfarrer der katholischen Kirchengemeinde St. Theodor und St. Elisabeth in den Stadtteilen Vingst und Höhenberg, die als „Problemviertel“ gelten: Dort leben rund 23.000 Menschen, von denen knapp 4000 Sozialhilfe erhalten; jeder Dritte ist Ausländer. „Ein sozialer Brennpunkt – und seit Meurers Schaffen auch ein Hort der Nächstenliebe“, so der Stern. Er initiierte zahlreiche Aktivitäten, von einer Kleiderkammer und einer Essensausgabe über Ferienfreizeiten für 500 Kinder – „HöVi-Land“ genannt und in gemeinsamer Trägerschaft der katholischen und evangelischen Kirchengemeinden Höhenberg und Vingst – bis hin zu Programmen für Arbeitslose wie etwa die Möglichkeit, einen Gabelstaplerführerschein zu erwerben. Die Grundlage seiner Tätigkeit als Seelsorger ist für ihn die Verbindung von Liturgie und Diakonie. Aber auch Kunstausstellungen unter dem Motto Kunst – Signale aus Vingst fanden seit 1993 regelmäßig zunächst im Pfarrsaal und ab 2003 in der 2002 geweihten neuen Kirche St. Theodor statt: „Ich persönlich halte viel davon, sich über die ästhetische Seite der Religion zu nähern“, so Franz Meurer, weil er die Religion als „eine Art von Kultur“ mit friedensstiftender Wirkung – auch interkulturell und religionsverbindend – sieht.
Mit seinen teils unkonventionellen Aktionen sorgt Meurer immer wieder für Aufmerksamkeit: So hielt er zum Beispiel in einer katholischen Sonntagsmesse eine Kollekte für den Bau der umstrittenen Kölner Großmoschee (Erlös: 811,57 Euro), verteilte Kondome oder bepflanzte mit seiner Gemeinde 1000 Blumenbeete. Er plädierte für die Aufnahme weiterer Flüchtlinge und ging auch Konflikten mit der rechtsextremen Bürgerbewegung Pro NRW nicht aus dem Weg: Weil er Wahlplakate der Partei entfernte, musste er zweimal vor Gericht erscheinen. Pro NRW bezeichnete ihn deshalb als „außerordentlich umstrittenen“ und „gutmenschlichen Pfarrer“, der „selbst mit latenten [!] gewaltbereiten Linksextremisten“ zusammenarbeite. Sein entschiedenes Engagement brachte dem „streitbaren rheinischen Christen“ in den Medien zahlreiche Beinamen ein, wie „der Ghetto-Prediger“, „Don Camillo aus Vingst“, „kölscher Franziskus“ oder „Erzbischof der Herzen“. Zeitweise spricht er die Hörfunkandacht auf WDR 2.
Meurer: „Ich habe bei meiner Priesterweihe versprochen, mich um die Armen zu kümmern. Ich habe leider auch versprochen, nicht zu heiraten, aber das ist ein anderes Thema.“

## Theologische Ausrichtung
Als Meurers Motto gilt: „Nix is esu schläch, dat et nit für jet jot es.“ („Nichts ist so schlecht, dass es nicht für irgendwas gut ist.“)
Ökumenische Zusammenarbeit mit den evangelischen Nachbargemeinden ist für ihn selbstverständlich: „Ökumene ist doppelt so gut und halb so teuer.“ Er gilt als Kenner des christlich-islamischen Dialogs und engagiert sich vielfältig für das friedliche Miteinander von Christen und Muslimen: „Wer bei uns im Viertel Muslime verachten würde oder seitens der Muslime die Christen verachten würde, hätte einen schweren Stand“; trotz hoher Arbeitslosigkeit, Armut und Verwahrlosung sei das Miteinander der Religionen und Kulturen im Stadtviertel gut, und ein gutes Klima dafür entstehe durch Wohlwollen, welches mehr sei als Respekt oder Dialog. Dialog geschieht für Franz Meurer im Stadtviertel „vor allem praktisch, weniger durch Gespräch“.

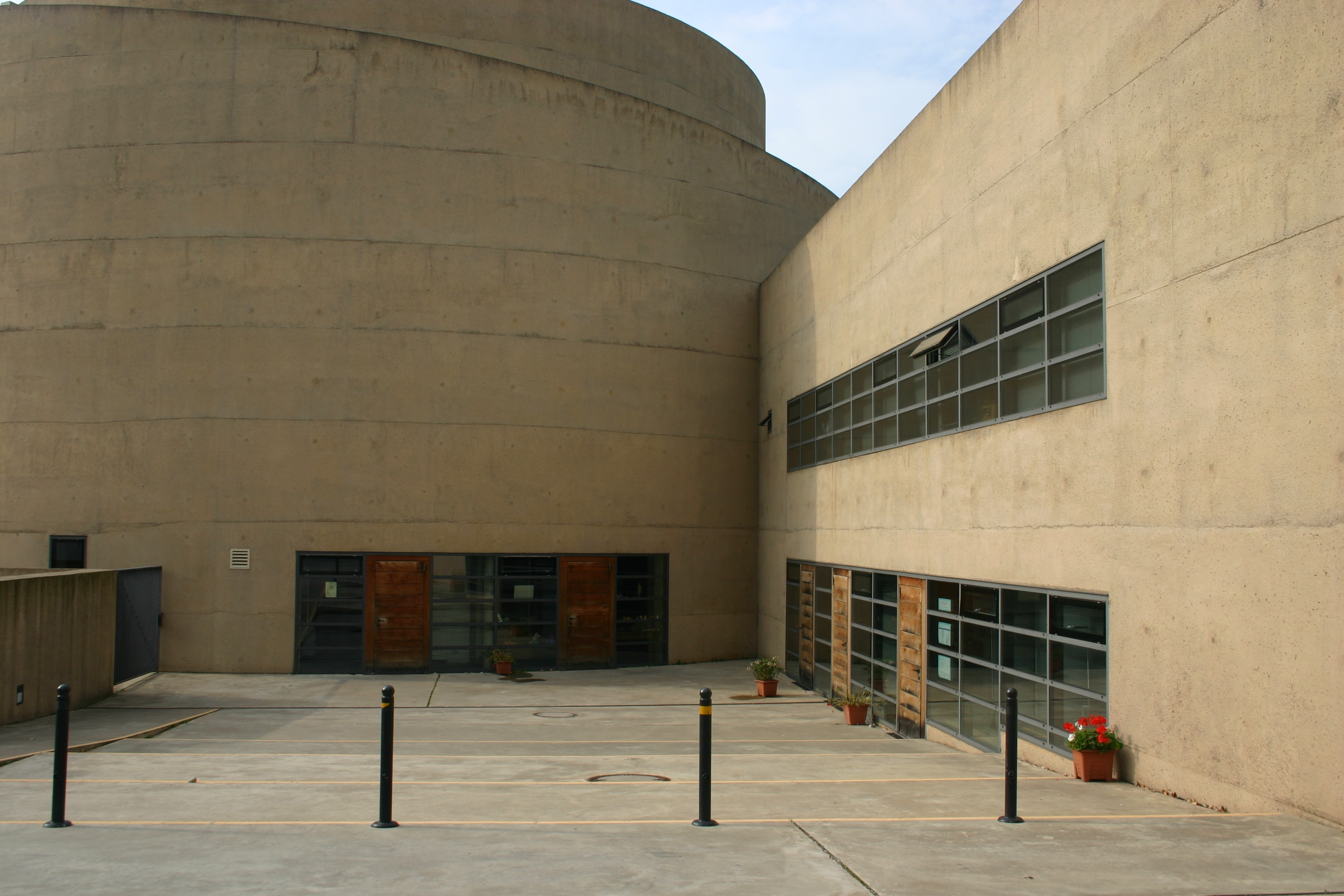
Eingangsbereich zum Sockelgeschoss der Kirche St. Theodor

Beim Neubau der 1992 durch ein Erdbeben schwer beschädigten Pfarrkirche St. Theodor legte Franz Meurer als Pfarrer Wert darauf, dass sie ein für soziale Zwecke nutzbares Sockelgeschoss erhielt, in dem sich die Kleiderkammer, eine Küche, Räume für Lebensmittelausgabe, Gemeindewerkstatt und Garage befinden. Darin drückt sich die Programmatik in Meurers Theologie aus: „Die Basis von allem ist die Barmherzigkeit. […] Der Diakonie-Keller ist auch das Fundament für den ganzen Kirchbau.“ An den darüber liegenden runden eigentlichen Kirchenraum sind tangential und zum Kirchenraum hin offen ein Café und eine lange Galerie für Kunstausstellungen angegliedert: „Weltlicher und sakraler Raum stehen miteinander im Dialog, sind nicht vermischt, aber aufeinander bezogen und gehören zusammen. […] In der Zuwendung zum Anderen entstanden bereits Gemeinschaft und Gleichheit. Im Gottesdienst finden sie ihren besonderen Ausdruck.“ Über einen spiralförmigen Weg außen am Kirchbau, an dem die Stationen des Kreuzwegs angeordnet sind, ist das begehbare Dach zu erreichen, das einen Blick über die Stadt gewährt: ein „Blick, der einerseits die Erinnerung an den Kreuzweg und damit andererseits die Menschen im Viertel nicht aus den Augen verliert“; Franz Meurer erkennt darin „die vierte Dimension kirchlichen Handelns“ neben Gottesdienst, Diakonie und Gemeinschaft: „den Anderen von dem Zeugnis abzulegen, was einen selber trägt“.

## Positionen
Als im Mai 2021 die Gemeindereferentin Marianne Arndt beim von der Katholischen Frauengemeinschaft ausgerufenen „Predigerinnentag“ mit Meurers Zustimmung in der heiligen Messe in seiner Pfarrei predigte, rechtfertigte Meurer diesen Verstoß gegen geltendes Kirchenrecht und sagte: „Manchmal muss man das Gegenteil von dem Vorgeschriebenen tun, um den Sinn des Gesetzes in Richtung auf Gerechtigkeit zu erfüllen“; es wäre sehr unklug, in einer der größten Kirchenkrisen den Frauen den Mund zu verbieten, wenn sie den Glauben verkündeten. Und da müsse ein solches „Mahnzeichen prophetischer Art“ wie der Predigerinnentag möglich sein. In einer Mitgliederzeitung des Erzbistums Köln schrieb Meurer im selben Monat, die Verantwortung der Kirche liege bei allen Getauften, nicht nur bei den Priestern, denn die Getauften seien „das Volk, ... Priester, Propheten und Heilige“. Frauen müssten Zugang zu den Weiheämtern bekommen, sonst drohe die Kirche zu einer Sekte zu werden.
In der COVID-19-Pandemie vertrat Franz Meurer im November 2021 eine strenge Position mit 2G-Regel in Straßenbahnen und beim Besuch von Gaststätten; er bezeichnete das als „eine Art Lockdown für Ungeimpfte“. Gegenüber einer Impfpflicht war er jedoch zurückhaltend und warnte vor einer Belehrung von oben; ratsamer sei es, Vorbild zu sein und zu vermitteln: „Ich würde sagen: Leute, werdet vernünftig und Herrgott, schmeiß noch bisschen mehr Hirn vom Himmel.“
Nach der Veröffentlichung des Münchner Missbrauchsgutachtens im Januar 2022 sprach Meurer von „systemischem Versagen“ der Kirche. Der Vorwurf der Lüge an den emeritierten Papst Benedikt XVI. erschüttere ihn menschlich, weil er nicht verstehen könne, „warum man immer versucht Recht zu haben oder immer versucht, irgendwie juristisch rauszukommen und sagt, dass man nicht dabei war“. Seine Anforderungen an das Führungspersonal der Kirche seien hoch, das System Kirche müsse verändert werden zugunsten von Demokratie und Machtverteilung, Subsidiarität und Transparenz: „alles offen auf den Tisch, und zwar ungefragt“.

## Ehrungen

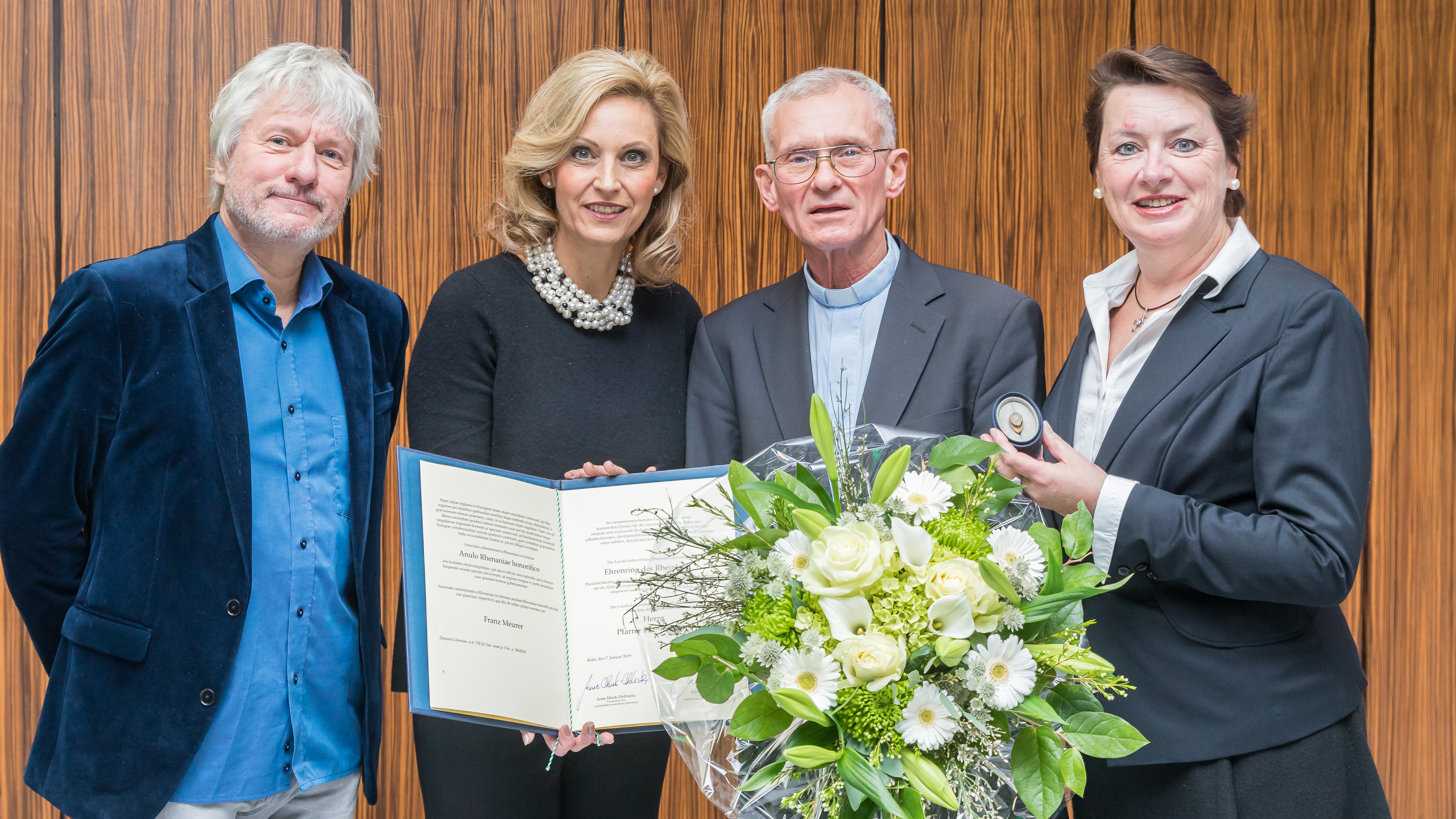
Verleihung des Ehrenrings des Rheinlandes 2019 an Pfarrer Meurer: Jürgen Becker, Ulrike Lubek (LVR), Franz Meurer und Anne Henk-Hollstein (Vorsitzende Landschaftsversammlung Rheinland)

2002 wurde Franz Meurer erster Kölner „alternativer Ehrenbürger“. 2004 erhielt er die Kardinal-Frings-Medaille des Katholisch-Sozialen Instituts und 2010 den HumanAward der Familie Kluge Stiftung. Von der Großen Mülheimer Karnevals-Gesellschaft wurde er 2014 mit dem Goldenen Steuerrad für sein außergewöhnliches Engagement geehrt. Damit verbundene Geldbeträge steckt Meurer stets in seine Projekte. Als der Schriftsteller und Orientalist Navid Kermani 2009 den Hessischen Kulturpreis erhielt, gab er sein Preisgeld in Höhe von 11.500 Euro an Meurer weiter.
2015 erhielt Meurer den Deutschen Fundraising-Preis für „besondere Leistungen bei der Mittelbeschaffung für gemeinnützige Zwecke“. Er kämpfe „mit Kreativität, Humor und auch gegen Widerstände für die gute Sache“, hieß es zur Begründung. Zwei Jahre später erhielt er gemeinsam mit dem evangelischen Pfarrer Hans Mörtter von der Kölner Lutherkirche den Georg-Leber-Preis für Zivilcourage, verliehen von der IG Bauen-Agrar-Umwelt. 2019 wurde Meurer vom Landschaftsverband Rheinland (LVR) für sein vielfältiges soziales Engagement der Ehrenring des Rheinlandes zuerkannt, die höchste Auszeichnung, die der LVR verleiht. Im selben Jahr wurde er vom Lions Club (Distrikt Rheinland-Süd) mit der höchsten Auszeichnung des Club geehrt, dem Melvin Jones Fellow.
2019 ernannte ihn das Traditionskorps der Kölner Berufsfeuerwehr, die „Kölschen Funkentöter“, zum Ehrenbrandmeister. 2020 wurde Meurer mit dem Verdienstorden des Landes Nordrhein-Westfalen ausgezeichnet.

## Publikationen
- Als Herausgeber: Ort Macht Heil: Ein Lese- und Praxisbuch über lebensraumorientierte Pastoral in Köln-HöVi. Berlin/Münster 2006. KirchenZukunft konkret, Bd. 3, ISBN 978-3-82588238-9
- Mit Jürgen Becker und Martin Stankowski: Von wegen nix zu machen. Werkzeugkiste für Weltverbesserer. Kiepenheuer & Witsch, Köln 2007, ISBN 3-462-03795-1.
- Mit Peter Otten: Wenn nicht hier, wo sonst? Kirche gründlich anders. Gütersloher Verlagshaus, Gütersloh 2011, ISBN 978-3-579-06560-1
- Mit Peter Otten: Bibel reloaded. Gütersloher Verlagshaus, Gütersloh 2013, ISBN 978-3-579-06586-1
- Mit Peter Otten: Himmel reloaded. Gütersloher Verlagshaus, Gütersloh 2014, ISBN 978-3-579-08506-7
- Mit Jochen Ott und Peter Sprong: Rheinischer Kapitalismus. Eine Streitschrift für mehr Gerechtigkeit. Greven 2014, ISBN 978-3-7743-0631-8
- Begegnung und Einheit. Interreligiöse Praxis in der Pfarrei und im Umfeld des Kölner Moscheebaus. In: Lebendige Seelsorge 4/2013, S. 263–268.
- Glaube, Gott und Currywurst. Unser Platz ist bei den Menschen. Herder, Freiburg im Breisgau 2020, ISBN 978-3-451-39239-9.
- Waffeln, Brot und Gottes Glanz. Wie Kirche es gebacken kriegt. Herder, Freiburg im Breisgau 2021, ISBN 978-3-451-39060-9.
- Brandmeister Gottes. Für eine Kirche, die nicht lange fackelt. Herder, Freiburg 2024, ISBN 978-3-451-39728-8.